# Епл Вали (Охајо)
Епл Вали (енгл. Apple Valley) насељено је место без административног статуса у америчкој савезној држави Охајо.

## Демографија
По попису из 2010. године број становника је 5.058.
| Група             | 2000.    | 2010.         |
| Белци             | 0 (0,0%) | 4.866 (96,2%) |
| Афроамериканци    | 0 (0,0%) | 55 (1,1%)     |
| Азијати           | 0 (0,0%) | 29 (0,6%)     |
| Хиспаноамериканци | 0 (0,0%) | 70 (1,4%)     |
| Укупно            | 0        | 5.058         |